# Robin Cocks
Pour les articles homonymes, voir Cocks.
Leonard Robert Morrison Cocks OBE TD (né le 17 juin 1938 et mort le 5 février 2023), connu sous le nom de Robin Cocks, est un géologue britannique, anciennement conservateur de paléontologie, Musée d'histoire naturelle .

## Biographie
Cocks fait ses études à la Felsted School et au Hertford College d'Oxford . Après son service militaire en Malaisie, il devient étudiant-chercheur à Oxford, avant de rejoindre le Musée d'histoire naturelle de Londres en 1962. Pendant ce temps, il épouse sa femme Elaine, et a trois enfants, Mark, Zoe et Julia. De 1970 à 1983, il est géologue au Royal Engineers. Il est président de la Société géologique, de l'Association paléontologique, de la Société paléontographique et de l'Association des géologues.
En 2010, il reçoit la médaille Lapworth de la Palaeontological Association .
Il meurt le 5 février 2023.